# Eleccions federals de Canadà de 2025
Les eleccions federals canadenques de 2025 es van celebrar el 28 d'abril per a triar els 343 membres de la Cambra dels comuns al 45è Parlament canadenc.

## Antecedents
En les eleccions de 2021, el Partit Liberal obtingué el 32.62% dels vots i 160 diputats, i Justin Trudeau encapçalà un nou govern en minoria amb el suport extern del Nou Partit Democràtic (NDP). A principis de setembre de 2024 el NDP li va retirar el suport, i tot això va superar una moció de confiança del partit conservador el 25 de setembre.
La lluita interna per substituir Justin Trudeau va dur, a finals de 2024, a l'esclat d'una important crisi en el govern canadenc. El 19 de setembre va dimitir el ministre de Transports, Pablo Rodriguez; més endavant van fer-ho els diputats Randy Boissonnault i Sean Fraser; i el 16 de desembre va sortir del gabinet Chrystia Freeland, ministra d'Economia. El 6 de gener de 2025, Trudeau va anunciar que deixaria el càrrec després de les primàries del PL.
El 9 de març, les bases del partit van triar Mark Carney com a nou líder, i el dia 14 va prendre possessió del càrrec de Primer Ministre. Els escrits d'elecció es van emetre el 23 de març de 2025, després que la governadora general Mary Simon acceptés una sol·licitud per dissoldre el parlament del primer ministre Mark Carney i celebrar eleccions anticipades.
A finals de 2024 el líder del Partit Conservador Pierre Poilievre semblava ser el proper líder del Canadà amb 25 punts sobre l'impopular llavors primer ministre Justin Trudeau, però els esdeveniments determinats per la imposició d'aranzels i les manifestacions del president dels Estats Units Donald Trump sobre fer del Canadà el 51è estat nord-americà, la renúncia de Trudeau i el ràpid ascens de Mark Carney van canviar les perspectives.

## Sistema electoral
Els membres de la Cambra dels Comuns del Canadà s'elegeixen seguint un sistema d'escrutini uninominal majoritari en circumscripcions uninominals. Aquestes van ser les primeres eleccions en utilitzar un nou mapa electoral de 343 escons basat en el cens canadenc de 2021.

## Resultats
| Partit                            | Partit                           | Líder                            | Vot popular | Vot popular | Escons    | Escons |
| Partit                            | Partit                           | Líder                            | Vots        | %           | #         | +/-    |
| --------------------------------- | -------------------------------- | -------------------------------- | ----------- | ----------- | --------- | ------ |
|                                   | Partit Liberal                   | Mark Carney                      | 8.544.912   | 47,3%       | 169 / 343 | 17     |
|                                   | Partit Conservador               | Pierre Poilievre                 | 8.065.436   | 41,3%       | 144 / 343 | 24     |
|                                   | Bloc Québécois                   | Yves-François Blanchet           | 1.232.423   | 6,3%        | 22 / 343  | 11     |
|                                   | Nou Partit Democràtic            | Jagmeet Singh                    | 1.232.290   | 6,3%        | 7 / 343   | 17     |
|                                   | Partit Verd                      | Elizabeth May Jonathan Pedneault | 243.908     | 1,3%        | 1 / 343   | 1      |
|                                   | Partit Popular                   | Maxime Bernier                   | 136,977     | 0.70%       | 0 / 343   | =      |
|                                   | Independents                     |                                  | 39,498      | 0.20%       | 0 / 343   | =      |
|                                   | Partit del Patrimoni Cristià     | Rodney L. Taylor                 | 10,065      | 0.05%       | 0 / 343   | =      |
|                                   | Partit Rinoceront                | Chinook B. Blais-Leduc           | 7,063       | 0.04%       | 0 / 343   | =      |
|                                   | Unit                             | Grant S. Abraham                 | 6,061       | 0.03%       | 0 / 343   | Nou    |
|                                   | Partit Llibertari                | Jacques Y. Boudreau              | 5,561       | 0.03%       | 0 / 343   | =      |
|                                   | Partit Comunista (m-l)           | Anna Di Carlo                    | 4,996       | 0.03%       | 0 / 343   | =      |
|                                   | Partit Comunista de Canadà       | Elizabeth Rowley                 | 4,685       | 0.02%       | 0 / 343   | =      |
|                                   | Centrista                        | A. Q. Rana                       | 3,314       | 0.02%       | 0 / 343   | =      |
|                                   | Partit del Futur Canadenc        | Dominic Cardy                    | 3,123       | 0.02%       | 0 / 343   | Nou    |
|                                   | Partit de Protecció dels Animals | Liz White                        | 1,301       | 0.01%       | 0 / 343   | =      |
|                                   | Partit de la Marihuana           | Blair T. Longley                 | 133         | 0.00%       | 0 / 343   | =      |
|                                   |                                  |                                  |             |             |           |        |
| Vots vàlids                       | Vots vàlids                      | Vots vàlids                      | 19,641,663  | 100.00      |           |        |
| Vots en blanc / anul·lats         | Vots en blanc / anul·lats        | Vots en blanc / anul·lats        | 169,857     | 0.86        |           |        |
| Total                             | Total                            | Total                            |             | 100         |           |        |
| Votants registrats / participació |                                  |                                  |             |             |           |        |

## Conseqüències
Mark Carney va guanyar les eleccions, instal·lant un nou govern liberal en minoria. Dos líders del partit no van aconseguir la reelecció als seus escons parlamentaris: Pierre Poilievre del Partit Conservador i Jagmeet Singh del NDP.
Poilievre havia estat diputat des de 2004, i la seva derrota va ser considerada com un revés significatiu per al Partit Conservador. Poc després de les eleccions, el diputat conservador Damien Kurek, reelegit amb més del 80% dels vots a la circumscripció Alberta de Battle River—Crowfoot, una de les circumscripcions més segures del partit, va anunciar la seva intenció de dimitir per permetre a Poilievre presentar-se a unes eleccions parcials posteriors. Andrew Scheer fou nomenat líder de l'oposició i líder interí del partit al parlament, almenys fins que es celebrin les eleccions parcials federals de Battle River-Crowfoot de 2025. Mentre Poilievre no sigui parlamentari, no és elegible per continuar com a líder de l'oposició, però continua liderant els tories des de fora del Parlament.